# Liste der Kulturdenkmale in Stoltenberg
In der Liste der Kulturdenkmale in Stoltenberg sind alle Kulturdenkmale der schleswig-holsteinischen Gemeinde Stoltenberg (Kreis Plön) aufgelistet (Stand: 10. März 2025).

## Legende
In den Spalten befinden sich folgende Informationen:
- Objekt-ID: die Nummer des Kulturdenkmales
- Lage: die Adresse des Kulturdenkmales und die geographischen Koordinaten. Kartenansicht, um Koordinaten zu setzen. In der Kartenansicht sind Kulturdenkmale ohne Koordinaten mit einem roten Marker dargestellt und können in der Karte gesetzt werden. Kulturdenkmale ohne Bild sind mit einem blauen Marker gekennzeichnet, Kulturdenkmale mit Bild mit einem grünen Marker.
- Offizielle Bezeichnung: Bezeichnung des Kulturdenkmales
- Beschreibung: die Beschreibung des Kulturdenkmales
- Bild: ein Bild des Kulturdenkmales

## Sachgesamtheiten
| Objekt-ID      | Lage                                    | Offizielle Bezeichnung | Beschreibung | Bild |
| -------------- | --------------------------------------- | ---------------------- | --- | ---- |
| 40354 Wikidata | Ottenhof (54° 20′ 35″ N, 10° 22′ 28″ O) | Hof Ottenhof           | gegründet 1780; ehemaliger Meierhof des Gutes Salzau, platzartige Hofanlage mit Hofallee und Gebäudeensemble des späten 18. Jhs., Haupthaus mit ehem. Hühnerstall und Göpel, nach Westen historische Vorstadt mit Arbeiterkaten aus dem 19. Jahrhundert - Begründung: geschichtlich, Kulturlandschaft prägend - Schutzumfang: Haupthaus, Hofallee, ehem. Hühnerstall, Göpel | BW   |

## Bauliche Anlagen
| Objekt-ID     | Lage                                                    | Offizielle Bezeichnung       | Beschreibung | Bild |
| ------------- | ------------------------------------------------------- | ---------------------------- | --- | ---- |
| 24786         | Charlottentaler Straße 7 (54° 20′ 31″ N, 10° 20′ 57″ O) | Wohn- und Wirtschaftsgebäude | Wohnhaus; 1900; eingeschossiger Backsteinbau auf L-förmigem Grundriss mit Drempel und Satteldach, breite Giebelwand nach Westen mit Lisenengliederung - Begründung: geschichtlich, städtebaulich, Kulturlandschaft prägend - Schutzumfang: gesamtes Objekt - Denkmaltyp: Bauliche Anlage | BW   |
| 40353         | Dorfstraße 2 (54° 20′ 43″ N, 10° 20′ 58″ O)             | Querscheune                  | Querscheune; Anfang 19. Jh.; langgestreckter, giebelständiger Fachwerkbau mit hohem, blechgedecktem Satteldach, an der Traufseite zum Hof massiver Giebelrisalit mit Toreinfahrt - Begründung: geschichtlich, städtebaulich, Kulturlandschaft prägend - Schutzumfang: gesamtes Objekt - Denkmaltyp: Bauliche Anlage                                                                                  | BW   |
| 5251          | Dorfstraße 6 (54° 20′ 41″ N, 10° 20′ 53″ O)             | ehem. Schule                 | ehem. Schule; Kernbau 1780, Anbauten 1885 und 1989; eingeschossiger, traufständiger Backsteinbau mit Lisenengliederung und Walmdach, nach Südwesten ein giebelständiger Anbau mit Satteldach und Glockenaufsatz und ein weiterer Anbau - Begründung: geschichtlich, städtebaulich, Kulturlandschaft prägend - Schutzumfang: gesamtes Objekt - Denkmaltyp: Bauliche Anlage                            | BW   |
| 5254 Wikidata | Ottenhof (54° 20′ 32″ N, 10° 22′ 29″ O)                 | Haupthaus                    | um 1780; eingeschossiger traufständiger, rückseitig dreiflügeliger Backsteinbau mit pfannengedeckten Walm- und Schopfwalmdächern, durch Erweiterung asymmetrische Fassade mit übergiebeltem Mittelrisalit und verputzten, rustizierten Ecklisenen - Begründung: geschichtlich, Kulturlandschaft prägend - Schutzumfang: gesamtes Äußeres - Denkmaltyp: Bauliche Anlage, Sachgesamtheit: Hof Ottenhof | BW   |

## Quelle
- Liste der Kulturdenkmale in Schleswig-Holstein – Kreis Plön (PDF)

- Karte mit allen Koordinaten:
- OSM |
- WikiMap